# Michael Larsen
Michael Larsen (ur. 16 października 1969 w Odense) – duński piłkarz występujący na pozycji obrońcy.

## Kariera klubowa
Larsen karierę rozpoczynał w sezonie 1989 w pierwszoligowym zespole B1913. W debiutanckim sezonie spadł z nim do drugiej ligi. Na początku 1992 roku został graczem pierwszoligowego Silkeborga. W sezonie 1993/1994 wywalczył z nim mistrzostwo Danii, a w sezonie 1997/1998 wicemistrzostwo Danii. W sezonie 2000/2001 wraz z zespołem zdobył zaś Puchar Danii. W 2003 roku zakończył karierę.

## Kariera reprezentacyjna
W 1992 roku Larsen jako zawodnik kadry U-21 wziął udział w Letnich Igrzyskach Olimpijskich, zakończonych przez Danię na fazie grupowej. W pierwszej reprezentacji Danii zadebiutował 24 lutego 1993 w zremisowanym 1:1 meczu towarzyskiego Pucharu im. Artemio Franchi z Argentyną. W drużynie narodowej rozegrał dwa spotkania, oba w 1993 roku.